# Джовани де Риу
Вижте пояснителната страница за други личности с името Джовани.
Джовани де Риу на италиански: Giovanni de Riu е бивш пилот от Формула 1. Роден на 10 март 1925 г. в Макомер, Италия.

## Формула 1
Джовани де Риу прави своя дебют във Формула 1 в Голямата награда на Италия през 1954 г. В световния шампионат записва 1 състезания като не успява да спечели точки, състезава се с частен Мазерати.